# Децидофобија
Децидофобија је, према филозофу са универзитета Принстон Волтеру Кауфману, страх од доношења одлука. Он је исковао овај израз у својој књизи Без кривице и правде из 1973. године, у којој је писао о овом феномену. Због начина на који свет функционише, ова појава је веома честа.
У својој књизи, Кауфман оиписује људе који немају храбрости или воље да објективно сагледају неслагања да би пронашли истину. Они би радије препустили одлучивање о томе шта је истина неком ауторитету, на пример партнеру или супружнику, цркви, универзитету или политичкој странци. Када се децидофоб одрекне моћи одлуке, тада прихвати било шта што тај ауторитет одлучи да је истина.